# Yusuke Muta
Yusuke Muta (født 20. september 1990) er en japansk fodboldspiller, som spiller for den japanske fodboldklub Kyoto Sanga FC.